# Inguza predemersus
Inguza predemersus är en utdöd fågel i familjen pingviner inom ordningen pingvinfåglar. Den beskrevs 1971 utifrån fossila lämningar från pliocen funna i Sydafrika.